# Platylister nemoralis
Platylister nemoralis är en skalbaggsart som beskrevs av Lewis 1893. Platylister nemoralis ingår i släktet Platylister och familjen stumpbaggar. Inga underarter finns listade i Catalogue of Life.